# Chaim L. Pekeris
Chaim Leib Pekeris (* 15. Juni 1908 in Alytus, Litauen; † 24. Februar 1993 in Rehovot) war ein israelischer Physiker und Angewandter Mathematiker, der sich insbesondere mit Geophysik und Atomphysik befasste.

## Leben
Pekeris kam 1925 mit seinen zwei Brüdern in die USA (ermöglicht durch einen Onkel, der dort schon erfolgreich in der Möbelbranche war), wo er am Massachusetts Institute of Technology studierte, mit dem Bachelor-Abschluss in Meteorologie 1929 und der Promotion 1933 in Geophysik bei Carl-Gustaf Rossby (The development and present status of the theory of heat balance in the atmosphere). Während dieser Zeit war er auch zu einem Studienaufenthalt in Oslo. Danach war er Instructor am MIT und wandte sich der Geophysik zu unter Louis B. Slichter (1896–1978).
1938 wurde er US-amerikanischer Staatsbürger. Er blieb am MIT bis 1941, als er in die Hudson Laboratories der Columbia University wechselte zwecks militärischer Forschung. 1946 war er am Institute for Advanced Study und war Guggenheim Fellow. Gleichzeitig war er an der Beschaffung von militärischer Ausrüstung für den im Entstehen begriffenen Staat Israel aktiv.
1948 ging er nach Israel, wo er ab 1949 am Weizmann-Institut war und dessen Abteilung Angewandte Mathematik gründete und leitete. Er war an der Entwicklung des ersten digitalen Computers in Israel, des WEIZAC, beteiligt und leitete die erste geophysikalische Erkundung Israels, die auch zur Entdeckung von Erdöl bei Heletz führte.
1973 ging er in den Ruhestand. Er starb an den Folgen eines Sturzes von der Treppe seines Hauses.
Während seiner Zeit am MIT in den 1930er Jahren befasste er sich mit Mantelkonvektion, der als Mechanismus für die Plattentektonik in Frage kam, mit Eigenschwingungen der Atmosphäre und von Sternen, Ausbreitung von Schallimpulsen und dem inversen Problem elektrischer Leitfähigkeit in Gesteinen. Seine Arbeiten über Pulsausbreitung setzte er im Zweiten Weltkrieg in der Militärforschung zum Sonar fort, was ihm später den Titel eines Honorary Admiral der US Navy einbrachte. Nach dem Krieg befasste er sich mit Atomphysik und theoretischer Seismologie sowie Hydrodynamik. Zum Beispiel leitete er die kritische Reynoldszahl (Einsetzen von Turbulenz) für Strömung in einem kreisförmigen Rohr ab. In der Atomphysik veröffentlichte er grundlegende Arbeiten über die Berechnung des Grundzustands von Helium, die auf einer Variationsmethode von Egil Hylleraas aufbaute. Er untersuchte theoretisch die Eigenschwingungsmoden der Erde, was nach dem großen Erdbeben in Chile 1960 überprüft werden konnte und entwickelte synthetische Seismogramme für geschichtete Medien, berechnet mit den Weizac und Golem Computern in Israel. Computerrechnungen führte er auch in seinen Untersuchungen zur Atomphysik und bei der numerischen Simulation von Gezeiten durch.
1974 erhielt er den Vetlesen-Preis und 1980 die Goldmedaille der Royal Astronomical Society. 1961 wurde er zum Mitglied der Israelischen Akademie der Wissenschaften gewählt. Er war Mitglied der National Academy of Sciences (1952), der American Academy of Arts and Sciences (1971) und der American Philosophical Society (1974). 1981 erhielt er den Israel-Preis für Physik. 1972 wurde er Mitglied der Accademia dei Lincei.

## Schriften
- Thermal convection in the interior of the Earth, Mon. Not. R. Astron. Soc. Geophys. Suppl. 3, 1935, S. 343–367
- Inverse Boundary Problem in Seismology, Physics, Band 5, 1934, S. 307–316
- Atmospheric Oscillations, Proc. Roy. Soc. A, Band 158, 1937, S. 650–671 (und Nature, Band 138, 1936, S. 642)
- Non-radial oscillations of stars,  Astrophys. J., Band 88, 1938, S. 189–199
- The propagation of an SH pulse in a layered medium, Transactions American Geophysical Union I, Report Papers, 1941, S. 392
- Stability of laminar flow through a straight pipe of circular cross section to infinitesimal disturbances which are symmetrical about the axis of the pipe,  Proc. Nat. Acad. Sci. U. S. A., Band 34, 1948, S. 285–295
- Theory of propagation of explosive sound in shallow water, Geol. Soc. Am. Memoir 27, 1948
- The zero-point energy of helium, Phys. Rev., Band 79, 1950, S. 884–885
- The seismic surface pulse,  Proc. Natl. Acad. Sci. U. S. A., Band 41, 1955, S. 469–480
- mit I. M. Longman Ray theory solution of the problem of propagation of explosive sound in a layered liquid, J. Acoust. Soc. Am., Band 31 1958, S. 323–328.
- Ground state of two-electron atoms, Phys. Rev., Band 112, 1958, S. 1649–1658
- mit Z. Alterman, H. Jarosch Oscillations of the Earth, Proc. R. Soc. A, Band 252, 1959, S. 80–95.
- 1 1S and 23S states of helium,  Phys. Rev., Band 115, 1959, S. 1216–1221
- 1 1S, 2 1S, and 2 3S states of H{-}and of He, Phys. Rev., Band 126, 1962, S. 1470–1476
- mit Y. Accad  Dynamics of the liquid core of the Earth,  Philos. Trans. Royal Soc. A, Band 273, 1972, S. 237–260